# San Mari
Mari (Mar Mari, in siriaco) (I secolo – II secolo) è stato un vescovo siro, venerato come santo da tutte le confessioni cristiane.

## Biografia
Chiamato in origine Palut, Mari venne convertito al cristianesimo dal vescovo Taddeo di Edessa (Addai). Lo seguì nella sua predicazione in Mesopotamia. Nel suo apostolato, predicò presso Ninive, Nisibis, lungo l'Eufrate e il Tigri, fondando oltre 300 comunità cristiane.
Nel suo viaggio apostolico lungo il fiume Tigri, egli fondò la chiesa di Kashkar. Poi Mari raggiunse l'importante città di Ctesifonte. Qui il re dei Parti possedeva una residenza invernale. Mari fondò la comunità cristiana nel sobborgo di Kokhe. Tali eventi si collocano tra l'80 e i primi anni del II secolo. Mari fu il primo vescovo di Ctesifonte.
Fu sepolto nella chiesa di Deir Qinni, che nell'antichità era meta di pellegrinaggio.
La tradizione cristiana attribuisce ai due vescovi l'Anafora di Addai e Mari, un'antica preghiera eucaristica redatta intorno al III secolo e, per estensione, la liturgia del rito caldeo.

## Culto
Non è ricordato nel moderno martirologio romano.
Nel calendario ortodosso viene ricordato il 4 agosto.